# RAB27A
RAB27A (англ. RAB27A, member RAS oncogene family) – білок, який кодується однойменним геном, розташованим у людей на короткому плечі 15-ї хромосоми. Довжина поліпептидного ланцюга білка становить 221 амінокислот, а молекулярна маса — 24 868.
| 10         |  | 20         |  | 30         |  | 40         |  | 50         |
| ---------- |  | ---------- |  | ---------- |  | ---------- |  | ---------- |
| MSDGDYDYLI |  | KFLALGDSGV |  | GKTSVLYQYT |  | DGKFNSKFIT |  | TVGIDFREKR |
| VVYRASGPDG |  | ATGRGQRIHL |  | QLWDTAGQER |  | FRSLTTAFFR |  | DAMGFLLLFD |
| LTNEQSFLNV |  | RNWISQLQMH |  | AYCENPDIVL |  | CGNKSDLEDQ |  | RVVKEEEAIA |
| LAEKYGIPYF |  | ETSAANGTNI |  | SQAIEMLLDL |  | IMKRMERCVD |  | KSWIPEGVVR |
| SNGHASTDQL |  | SEEKEKGACG |  | C          |  |            |  |            |

A: Аланін

C: Цистеїн

D: Аспарагінова кислота

E: Глутамінова кислота

F: Фенілаланін

G: Гліцин

H: Гістидин

I: Ізолейцин

K: Лізин

L: Лейцин

M: Метіонін

N: Аспарагін

P: Пролін

Q: Глутамін

R: Аргінін

S: Серин

T: Треонін

V: Валін

W: Триптофан

Кодований геном білок за функцією належить до фосфопротеїнів. 
Задіяний у таких біологічних процесах, як екзоцитоз, ацетилювання, альтернативний сплайсинг. 
Білок має сайт для зв'язування з нуклеотидами, ГТФ. 
Локалізований у мембрані, лізосомі, ендосомах.